# Terrance Hayes
Pour les articles homonymes, voir Hayes.
Terrance Hayes, né le 18 novembre 1971 à Columbia dans l'État de la Caroline du Sud, est un poète et professeur d'université américain. Il a été élu en 2017 chancelier de l'Academy of American Poets. Il est professeur de création littéraire à l'université de Pittsburgh, en Pennsylvanie.

## Biographie

### Jeunesse et formation
Terrance Hayes obtient en 1994, son Bachelor of Arts  (licence) à la Coker University (en)  de Hartsville, en Caroline du Sud, puis son Master of Fine Arts à l'université de Pittsburgh en 1997.

### Carrière
Il enseigne successivement à l'université Xavier de Louisiane (1999–2001), puis à l'université Carnegie-Mellon (2001–2013), avant de rejoindre l'université de Pittsburgh en tant que professeur de littérature anglaise.
Son premier livre de poésie, Muscular Music (1999), a reçu un Whiting Writers' Award (en) et un The Kingsley and Kate Tufts Poetry Awards (en), son deuxième recueil, Hip Logic (2001) reçoit le prix du National Poetry Series et son recueil Lighthead (2010) a été récompensé d'un National Book Award for Poetry (en). En 2014, il a reçu le prix MacArthur.

### Vie privée
Il est marié à Yona Harveyqui elle aussi enseigne à l'université de Pittsburgh.
Terrance Hayes réside à Pittsburgh avec sa femme et ses enfants,.

## Œuvres
- Muscular Music, Pittsburgh, Pennsylvanie, Carnegie Mellon University Press (réimpr. 2006) (1re éd. 1999), 84 p. (ISBN 9780887484384, lire en ligne),
- Hip Logic, New York, Penguin Books, 28 mai 2002, 100 p. (ISBN 9780142001394, lire en ligne),
- Wind in a Box, New York, Penguin Books, 28 mars 2006, 116 p. (ISBN 9780143036869, lire en ligne),
- Lighthead, Penguin Books, 30 mars 2010, 95 p. (ISBN 9780143116967),
- How to Be Drawn, New York, Penguin Books, 31 mars 2015, 114 p. (ISBN 9780143126881, lire en ligne),
- American Sonnets for My Past and Future Assassin, Penguin Books Ltd, 19 juin 2018, 82 p. (ISBN 9780143133186),
- So to Speak, Penguin Books, 18 juillet 2023, 112 p. (ISBN 9780143137726)

### Traduction francophone
- Sonnets américains pour mon ancien et futur assassin [« American Sonnets for My Past and Future Assassin »]  (trad. Guillaume Condello, préf. Pierre Vinclair), Saint-Pierre, La Réunion, Le Corridor Bleu, 22 septembre 2023, 176 p. (ISBN 9782493214010),

## Prix et distinctions
- 1999 : lauréat du Whiting Awards (en)[10],

- 2000 : lauréat du The Kingsley and Kate Tufts Poetry Awards (en) pour Muscular Music[11],
- 2005 : obtention d'une bourse attribuée par le National Endowment for the Arts[12].
- 2005, Pushcart Prize, a Best American Poetry,
- 2009 Guggenheim Fellowship[13],
- 2010 National Book Award for Poetry, pour Lighthead[14],
- 2011 United States Artists Fellow for Literature[15],
- 2014, MacArthur Foundation Fellow[2],
- 2016, récipiendaire du NAACP Image Award for Poetry[16].

## Pour approfondir